# Saint-Barnabé (Costes del Nord)
Saint-Barnabé (en bretó Sant-Barnev) és un municipi francès, situat a la regió de Bretanya, al departament de Costes del Nord. L'any 1999 tenia 1.341 habitants.

## Demografia
| 1962                                       | 1968 | 1975 | 1982  | 1990  | 1999  |
| ------------------------------------------ | ---- | ---- | ----- | ----- | ----- |
| 922                                        | 877  | 948  | 1.249 | 1.459 | 1.341 |
| Des de 1962: població sense dobles comptes |      |      |       |       |       |

## Administració
| Període | Identitat     | Partit |
| ------- | ------------- | ------ |
| 2001-   | Roger Gautier |        |